# Colonne brisée
La Colonne brisée, une œuvre d'art d'autoroute.

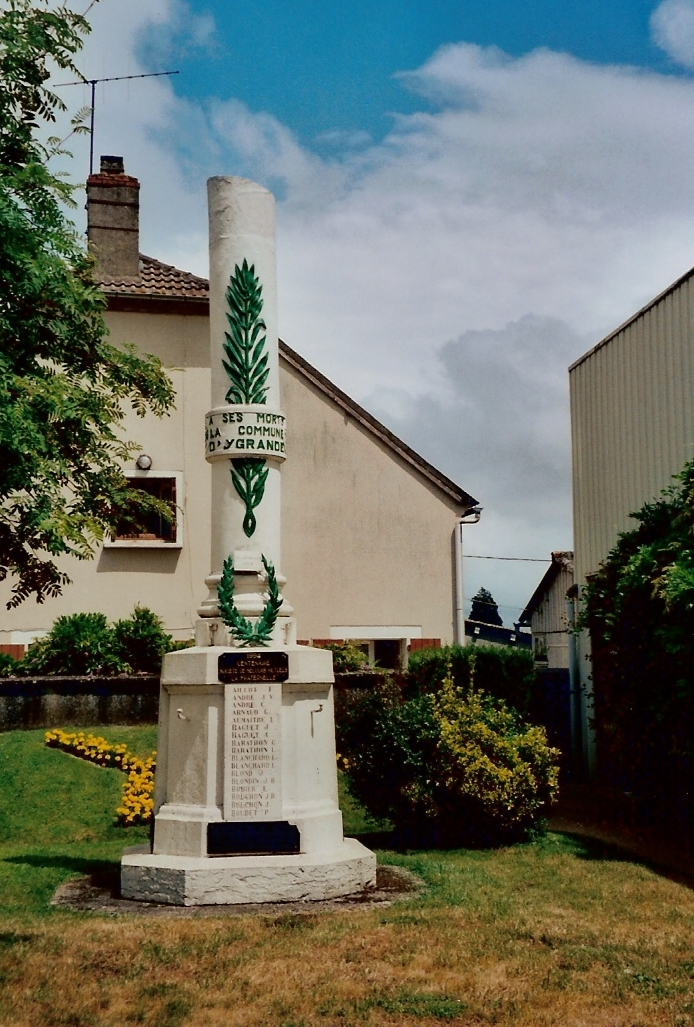
Colonne brisée de Ygrande (Allier).

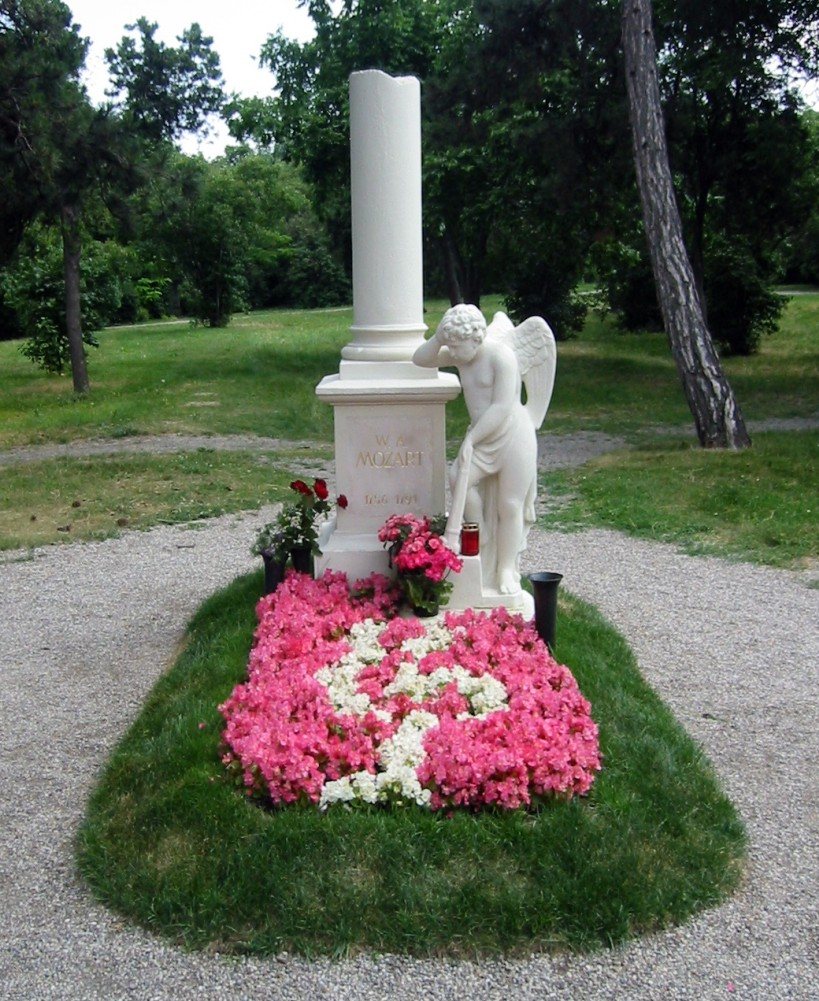
Cénotaphe non officiel de Mozart dans le cimetière St Marx à Vienne : la stèle est une colonne brisée.

Une colonne brisée, appelée aussi colonne tronquée est un élément architectural surmontant généralement la sépulture d'un homme décédé ou le cénotaphe des monuments aux morts. La colonne tronquée a été adoptée par les libres penseurs pour signaler certains de leurs tombeaux (ceux d'inspiration maçonnique sont associés à des branches d'acacia, des compas et des équerres, mais on la trouve aussi sur des tombes d'enfants ou celles d'hommes morts prématurément, plus rarement sur des tombes de jeune femmes car la colonne est un symbole phallique).
Ces éléments des monuments aux morts peuvent consister en une colonne de marbre de 2 à 4 mètres de haut franchement brisée en son extrémité haute, pour symboliser la vie trop tôt écourtée. Elle évoquent aussi le rêve anarchiste de la fin de toutes les guerres,.

## En France
On compte peu de ces colonnes en France. Il y en a notamment une dans l'Allier (voir photo), dans le cimetière de Saint-Éloy-les-Mines dans les Combrailles  (nord du Puy-de-Dôme), 4 dans la Haute-Marne (trois en lisière de forêt — à Leffonds, Montier-en-Der et Braucourt — et un en bordure de route — à Saulxures), dans le Gers. Sa présence est aussi remarquée en Alsace-Lorraine, notamment en Moselle, à Rustroff, sur le bord du chemin reliant Rustroff à Kirsch-lès-Sierck, à la limite des 2 communes.
Il y en a encore une :
- à La Cadière-d'Azur ( Var) : une colonne brisée pour monument aux morts dans le cimetière, près de l'entrée, au centre se positionnant devant une croix[4] .
- à Vauvenargues (Bouches-du-Rhône) : colonne brisée devant une croix, pour un monument aux morts mais en plein village[4].
- dans les Alpilles (Bouches-du-Rhône), un monument pour la Résistance comporte une colonne de ce style.
- une colonne brisée au cimetière de Soissons[5].
- une colonne brisée au cimetière Saint-Jacques de Montaigu-Vendée[6].
- une colonne brisée au cimetière de l'Est pour un monument aux morts à Saint Denis de la Réunion.
- à Saint-Pantaléon-les-Vignes (Drôme), monument aux morts, 1922 : colonne tronquée stylisée insérée dans un dé.
- à Douzens (Aude) : colonne brisée pour le monument aux morts situé dans le cimetière.
- à Vielmur Sur Agoût (Tarn) : colonne brisée pour le monument aux morts situé devant la Mairie (avec croix de guerre et laurier).
- à Condé (Cher) : deux colonnes brisées placées côte à côte dans le cimetière proche de l'église.
- à Tavant (Indre-et-Loire): près de l'église Saint Nicolas, à côté du cimetière. Colonne brisée avec une croix de guerre sur le fût.
- à Pianottoli-Caldarello (Corse), une colonne brisée surplombe un caveau familial au cimetière du village.
- à Marseille, au cimetière St Pierre, coté carré des Grecs : une colonne entourée d'un serpent.
- à Limoges, au cimetière de Louyat existe une colonne brisée sur le caveau de la famille Vardelle, section 29, bordure grande allée, en hommage à Camille Vardelle, ouvrier de la porcelaine, mort au cours des émeutes de 1905[7].
- à Limoges, toujours dans le même cimetière, nous trouvons une colonne brisée sur la tombe d'Etienne Baignol, VC section 10, porcelainier, mort en 1914[8].